# Стефан Жавел
Стефан Жавел (фр. Stephane Javelle; Лион, 16. новембар 1864 — Ница, 3. август 1917) је био француски астроном. Од 1888. радио је као асистент Анри Перотена на Опсерваторији у Ници. Уочио је 1431 небески објекат који су описани у Индекс каталогу.